# II Liceum Ogólnokształcące im. Adama Mickiewicza w Raciborzu
II Liceum Ogólnokształcące im. Adama Mickiewicza w Raciborzu – publiczna szkoła ponadpodstawowa, przy ulicy Kardynała Stefana Wyszyńskiego 3 w Raciborzu.

## Historia
Budowę budynku zespołu szkół, wraz z położoną obok salą gimnastyczną rozpoczęto w 1927 roku. Szkołę oddano do użytku już rok później – w 1928 roku. Budynek stanął przy ówczesnej Kurze-Str. (obecnie ulica Kardynała Stefana Wyszyńskiego), na terenie słabo wówczas zurbanizowanym, pośród pól uprawnych (osiedla bloków i domów jednorodzinnych obecnych dziś w bezpośrednim sąsiedztwie szkoły powstały przeważnie dopiero po II wojnie światowej). Umieszczono w nim Szkołę Powszechną, której w 1929 roku nadano imię Alfonsa Proske, pochodzącego z Raciborza doktora nauk prawnych i nadprezydenta prowincji górnośląskiej. Po dojściu do władzy nazistów zmieniono jej patrona na Alberta Leo Schlagetera, stanowiącego symbol propagandy narodowo-socjalistycznej. Jesienią 1944 roku szkołę zamknięto i urządzono w niej szpital wojskowy, a obok wybudowano bunkier przeciwlotniczy. Wiosną 1945 roku budynek został trafiony pociskiem artyleryjskim dużego kalibru.
Po przejęciu władzy przez polską administrację, jeszcze w 1945 roku w budynku uruchomiono Publiczną Szkołę Powszechną nr 4, a później także szkołę ćwiczeń Państwowego Liceum Pedagogicznego. W 1955 roku ulokowano tu Ogólnokształcącą Szkołę Żeńską stopnia Podstawowego i Licealnego, którą przeniesiono z budynku przy ulicy Wojska Polskiego 8 (wówczas Generalissimusa Józefa Stalina), zaś do tego budynku przeniesiono SP 4, gdzie funkcjonuje ona do dziś. Szkoła Żeńska, którą można uważać za prekursorkę II Liceum Ogólnokształcącego rozpoczęła swą działalność 11 lutego 1946 roku przy dzisiejszej ulicy Wojska Polskiego 8, w budynku dawnej Zwingerschule. 1 września 1957 roku w miejsce szkoły żeńskiej powołano koedukacyjną Szkołę Podstawową i Liceum Ogólnokształcące nr 6. 23 czerwca 1963 roku nadano jej na patrona poetę Adama Mickiewicza, w czasie tej uroczystości, uświetnionej zjazdem absolwentów, nadano jej także sztandar.
1 stycznia 1967 roku, po kolejnej reorganizacji, powołano II Liceum Ogólnokształcące im. Adama Mickiewicza. W latach 1971–1973 przeprowadzono gruntowny remont budynku, na czas którego uczniów przeniesiono tymczasowo do Studium Nauczycielskiego (obecnie Państwowa Wyższa Szkoła Zawodowa) przy ulicy Słowackiego. W 1997 roku, podczas wielkiej powodzi w sali gimnastycznej urządzono magazyn zaopatrzenia dla służb ratowniczych oraz darów dla powodzian. 1 września 2004 roku powołano Zespół Szkół Ogólnokształcących, w którego skład weszło II Liceum Ogólnokształcące. Ponadto w latach 2002–2009 wykonano szereg remontów modernizujących budynek szkoły i sąsiednią salę gimnastyczną.
Wśród absolwentów szkoły znajduje się m.in. piosenkarka Marzena Korzonek, laureatka wielu nagród i wyróżnień, w tym zwyciężczyni Szansy na sukces i Konkursu Debiutów na Krajowym Festiwalu Piosenki Polskiej w Opolu, w 2003 roku, Anna Wyszkoni, również piosenkarka, była wokalistka zespołu Łzy oraz Grzegorz Wawoczny, dziennikarz, publicysta, autor wielu opracowań dotyczących Raciborza, w tym poświęconej szkole „Księgi Pamiątkowej II LO w Raciborzu”.
Do września 2014 formalnie był to Zespół Szkół Ogólnokształcących nr 2, z dwoma szkołami o profilach ogólnych:
- II Liceum Ogólnokształcące im. Adama Mickiewicza
- II Uzupełniające Liceum Ogólnokształcące (formalnie)

Od września 2014 Zespół Szkół Ogólnokształcących nr 2 został przekształcony w II Liceum Ogólnokształcące im. Adama Mickiewicza.

## Dydaktyka
II LO w Raciborzu prowadzi współpracę z Mendelowo Gimnazjum w Opawie, Caspar Vischer Gimnazjum w Kulmbach, Gimnazjum Św. Władysława w Budapeszcie oraz Liceum Nr 1968 w Moskwie. Szkoła korzysta także z europejskich programów edukacyjnych.

## Obiekty
Zajęcia lekcyjne odbywają się w głównym budynku oddanym do użytku w 1928 roku. Charakteryzuje się on prostą formą architektoniczną, z nawiązaniem do funkcjonalizmu. Uczniowie korzystają również ze zbudowanej w tym samym czasie, co budynek główny sali gimnastycznej, z którym połączona jest powstałym później łącznikiem. Planowana jest również budowa nowego boiska sportowego, mającego zastąpić dotychczasowe o asfaltowej nawierzchni, nieużytkowane już z powodu złego stanu technicznego, a także nowej sali, jednak to drugie zadanie ma mniejsze szanse na realizację w najbliższym czasie.